# Румський султанат
Румський султанат, Сельджуцький султанат (перс. سلجوقیان روم, трансліт. Saljuqiyān-e Rum, араб. السلاجقة الروم) або Конійський султанат (за назвою його столиці Конья) — тюркська, суннітська ісламська монархічна держава в Малій Азії. Існував у 1077—1307 роках. Заснований турками-сельджуками на землях, завойованих у Візантійської імперії. Керувався султанами із династії Сельджукідів. Столиця розташовувалася у містах Нікея (1077—1096) і Конья (1096—1307). Панівною релігією був сунітський іслам, основними мовами — турецька і перська. Найбільшого розквіту досяг у 1-й половині XIII століття за правління султана Кей-Кубада I (1219–1236). Занепав внаслідок міжусобиць і вторгнення монголів. 1307 року розпався на низку бейликів, один з яких з часом перетворився на Османську імперію.

## Назва
- Іконійський султанат — від грецької назви сучасного міста Конія — «Іконій». Використовувалася в християнських джерелах.
- Конійський султанат — від турецької назви Конья.
- Румський султанат (перс. سلجوقیان روم‎, Saljūqiyān-i Rūm) — від арабської назви Риму — «Рум», синоніма Візантії, на колишніх землях якої існував султанат. Вживалася у ісламських джерелах.
- Сельджуцький султанат — походить від назви правлячої династії.
- Анатолійська сельджуцька держава (туркм. Anadolu Selçuklu Devleti) — від назви династії та регіону Анатолія.

## Історія

### Заснування
Румський султанат утворився в результаті завоювань турків-сельджуків у Малій Азії (у арабських і перських авторів — Рум) у XI—XIII століттях. До 1090-х років сельджуки зуміли завоювати всі візантійські міста в Малій Азії та вийти до проток Дарданелли й Босфор.
У 1070-х сельджуцький воєначальник Сулейман ібн Кутулмиш, двоюрідний брат султана Мелік-шаха I, прийшов до влади у Західній Анатолії. 1075 року він захопив візантійські міста Нікею (Ізнік) та Нікомедію (Ізміт). За два роки він проголосив себе султаном незалежної держави сельджуків, зробивши її центром Нікею.

### Розширення
Сулеймана було вбито в Антіохії 1086 року Тутушем I, правителем сельджуцької Сирії, а його сина Килич-Арслана було ув'язнено. Після смерті Мелік-шаха (1092) Килич-Арслан був звільнений та негайно укріпився на територіях свого батька. Зрештою, він зазнав поразки від лицарів Першого хрестового походу та був відвезений до південно-центральної Анатолії, де він збудував власну державу зі столицею в Коньї. 1107 року він володів східним Мосулом, але помер того ж року під час боротьби із сином Мелік-шаха Мехмедом Тепером.
Тим часом інший румський сельджук, Малік-шах (не плутати з Великим султаном Сельджуків), захопив Конью. 1116 року син Килич-Арслана, Масуд I, узяв місто за допомогою Данішмендидів. Після смерті Масуда 1156 року, султанат поширював свою владу майже на всю центральну Анатолію. Син Масуда, Килич-Арслан II, захопив решту території навколо Сіваса й Малатьї у останнього з Данішмендидів (1174). У Битва при Міріокефалоні 1176 року Килич-Арслан II також переміг візантійську армію на чолі з імператором Мануїлом I Комніном, завдавши головного удару по візантійській владі в регіоні. Попри тимчасову окупацію Коньї 1190 року німецькими силами Третього хрестового походу, султанат швидко повернув і консолідував свою владу.
Після смерті останнього султана Великої імперії Сельджуків, Тугрула III, 1194 року Румський султан став єдиним правлячим представником династії. За часів послаблення Візантії 1204 року турки захопили міста Атталія (1207) та Сіноп (1214), на деякий час васалом Іконійського султанату стала Трапезундська імперія. Кей-Хосров I захопив Конью у хрестоносців 1205 року. За його правління та правління двох його наступників, Кей-Кавуса I та Кей-Кубада I, влада сельджуків в Анатолії сягнула свого апогею. Найважливішим досягненням Кей-Хосрова було захоплення гавані Анталья на Середземноморському узбережжі 1207 року. Його син Кей-Кавус I захопив Сіноп і зробив імперію Трапезунд своїм васалом 1214. Він також підкорив вірменську Кілікію, проте 1218 року був змушений здати місто Алеппо, яке відвоював у аль-Каміла. Кей-Кубад I продовжував приєднувати землі вздовж Середземноморського узбережжя з 1221 до 1225 року. На сході він переміг Менгджуків і почав тиснути на Артукідів.

### Експедиція у Крим
У 1220-х Кей-Кубад І відрядив військову експедицію Чорним морем до Криму. Після захоплення Синопу, що належав до того Трапезундській імперії, війська Кей-Кубада з'являються під стінами Сугдеї (Судака). Правителі міста при появі турецького флоту оповістило половців та русинів, що мали тут торгові інтереси. У 1222 р. військо Сельджукідів почало облогу міста. На допомогу місту прийшла допомога від половецького хана та руська дружина. Проте сельджуки розбили союзників та знову розпочали облогу міста. З метою запобігти розоренню міста та знищенню його населення міська влада постановила здатися та виплатити данину в розмірі 50 тис. динарів. Військо Сельджукідів зберегло місто та залишило там свій гарнізон. Таким чином Сугдея з околицями були поставлені у військово-політичну залежність від султана Румського султанату. Проте решта війська Кей-Кубада не змогла захопити всю фему Ператеа, до якої належала Сугдея, та була змушена повернутися до Малої Азії.

### Монгольське володарювання
Вже у січні 1223 р. до Кримського півострова увірвалося військо монголів. Вони захопили увесь степ та передгір'я Таврики і підійшли під Сугдею. Після облоги та взяття міста сельджуцький гарнізон та населення Сугдеї були вирізані, а саме місто зруйноване.
Перші монгольські набіги на територію султанату належать до 1231–1232 років, коли окремі загони армії нойона Чормагана сягали Сіваса та Малатьї. 1236 року монголи зажадали від Кей-Кубада I регулярних посольств із даниною. Султан зміг укласти з ханом Угедеєм мирну угоду і на деякий час забезпечити безпеку для своєї країни.

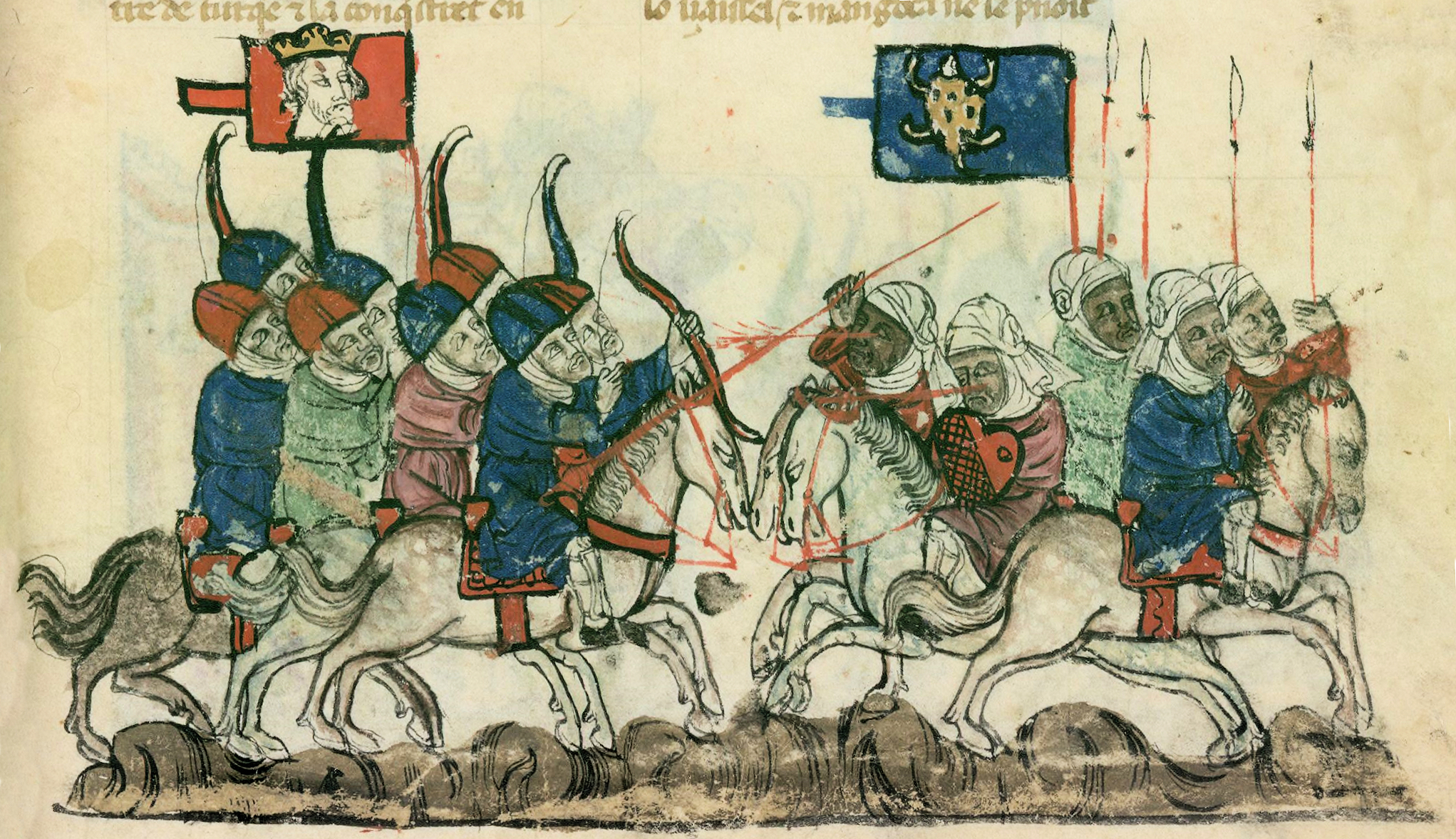
Битва під Кесе-дагом, в якій сельджуки разом із християнськими союзниками виступили проти монголів.

На початку 1240-х за Кей-Хосрова II держава, послаблена внутрішніми суперечками (особливо повстанням Баба Ісхака), зазнала масштабного монгольського вторгнення. Наприкінці 1242 року командувач Байджу після двомісячної облоги взяв Ерзерум, а 26 червня 1243 року розгромив армію Кей-Хосрова та його союзників під Кесе-дагом. Розвиваючи успіх, монгольська армія продовжила наступ. Жителі Кайсері були винищені, оскільки відмовились здатись, саме місто було зруйновано; Ерзінджан монголи взяли хитрощами; Сівас і Тюріке здались добровільно. Спроби Кей-Хосрова, який втік до Коньї укласти союз проти монголів з латинським імператором Балдуїном II і нікейським Іоанном III не мали успіху. Султану довелось відрядити до монголів свого візира Мухаззаб ад-Діна, який переконав Байджу, що подальше завоювання країни буде важким, оскільки там багато воїнів і фортець. За умовами мирної угоди Кей-Хосров мав щороку надсилати до Каракорума близько 12 мільйонів гіперперонів або місцевих срібних монет, 500 кусків шовку, 500 верблюдів і 5000 баранів. Султан залишався правителем тієї частини держави, яку не було завойовано. Це за рік підтвердив своїм ярликом Бату, глава Улуса Джучі, чиїм васалом по суті й став Кей-Хосров.
Поразка під Кесе-дагом стала переломним моментом в історії Румського султанату, після якого процеси занепаду в державі Сельджукідів помітно прискорились. Центральна влада втрачала свій авторитет, що одразу втілилось у появі самозванця, який оголосив себе сином покійного султана Кей-Кубада I. Із 20 тисячами своїх прибічників самозванець вирушив до Кілікії, але був розбитий Костандіном, братом царя Хетума I, схоплений та повішений в Алайї. Іншим наслідком монгольського наступу став розлад сільського господарства; поля були закинуті, і в країні настав голод. Натовпи біженців полинули до західних кордонів султанату.

#### Тріумвірат
Політична криза поглибилась після смерті Кей-Хосрова II наприкінці 1245 року. Три його малолітніх сина, проголошені співправителями, стали, фактично, маріонетками в руках різних придворних клік. Спадкоємцем Кей-Хосрова, відповідно до заповіту, мав стати його молодший син Ала ад-Дін Кей-Кубад від грузинської принцеси Тамар (Гюрджі-хатун), дочки цариці Русудан. Проте після смерті Кей-Хосрова (1245/1246) могутній візир Шамс ад-Дін Ісфахані виступив на підтримку Ізз ад-Діна Кей-Кавуса, чиєю матір'ю була наложниця султана, дочка грецького священика. Візир одружився з нею, стратив кількох незгодних емірів та зосередив у своїх руках владу..
Однак візир не зміг попередити дій Рукн ад-Діна Килич-Арслана, середнього брата, який у супроводі кількох емірів вирушив до Каракорума, столиці Монгольської імперії, сподіваючись що хан віддасть правління йому. Сельджуки були присутніми на великому курултаї 1246 року, де кааном був обраний Гуюк. Килич-Арслан отримав від нового хана ярлик на правління. Гуюк, у відповідь на скаргу емірів, наказав видати візира Шамс ад-Діна родичам убитих ним вельмож. Після повернення Килич-Арслана до Малої Азії його було визнано султаном, а Шамса ад-Дін Ісфахані страчено (1249).
До того часу стало відомо про смерть Гуюка. Оскільки нового хана ще не було обрано, сельджуцькі еміри домовились, що всі три сина Кей-Хосрова II мали царювати спільно. У 1249–1257 роках на монетах карбувались три імені. Проте 1254 року Килич-Арслан був визнаний у Кайсері єдиним султаном; у місті карбувались монети тільки з його іменем. Перемовини між братами не дали результату, й наприкінці 1254 — початку 1255 року між Кей-Хосровом і Килич-Арсланом почалась боротьба за одноосібну владу. Перший спирався на греків, другий — на монголів. Килич-Арслан зазнав поразки та був ув'язнений у фортеці Буруглу.
Байджу-нойон вторгся до меж султанату під тим приводом, що Кей-Кавус затримав сплату данини. Султан за підтримки тюркських племен виступив назустріч монголам і 14 жовтня 1256 року поблизу Аксарая відбулась битва. Кей-Кавус, у війську якого бився грецький загін під командою майбутнього візантійського імператора Михаїла Палеолога, зазнав поразки та втік до свого союзника Феодора II Ласкаря. Рукн ад-Дін Килич-Арслан IV звільнився та знову був визнаний султаном. Кей-Кавус прибув до нікейського імператора в Сарди на початку січня 1257 року. Феодор надав Кей-Кавусу загін у 400 вершників в обмін на Лаодікею та Хони з двома фортецями. Довідавшись, що монгольські війська відступили, Кей-Кавус повернувся до Коньї, натомість Килич-Арслан перебував у Кайсері.
До того часу монгольську владу в регіоні здійснював брат каана Мунке Хулагу. Кей-Кавус і Килич-Арслан прибули до ставки Хулагу поблизу Тебріза. Хулагу був украй невдоволений виступом Кей-Кавуса проти Байджу-нойона, проте, на прохання своєї дружини Докуз-хатун, пробачив його. Обидва брати взяли участь у монгольській кампанії в північній Сирії, та повернулись до Руму, коли Хулагу відступив на схід. Потім, запідозривши Кей-Кавуса у таємних стосунках із мамлюками, Хулагу наказав Килич-Арслану вирушити з військами проти брата. За підтримки монгольських сил Килич-Арслан витіснив Кей-Кавуса з його столиці Коньї, і той був змушений тікати спочатку до Антальї, а потім — до Константинополя, до двору Михаїла Палеолога.

### Розпад
До 1307 року султанат розпався на дрібні князівства. Одне з них — бейлик Османа I, який був відданий йому у лен, стало ядром утвореної на початку XIV століття Османської держави.

## Збройні сили
Султани Руму, як і їхні одновірці, активно використовували гулямів. Їх основу складали захоплені під час набігів візантійці, та навернені в іслам раби, куплені у Північному Причорномор'ї. Віддані султану, вони ознайомлювали сельджуків із новими військовими прийомами й технологіями.
Основу збройних сил султанату становили кочові племена огузів. Їхнє військо поділялось на 24 загони, якими керували еміри. Місцеві феодали також виставляли власні загони, що споряджались за рахунок підконтрольних міст і сіл. Однак ці військові сили були абсолютно незалежними, що ускладнювало здійснення складних стратегічних операцій.
Окрім того Сельджукіди використовували особливі війська — ікдіши, що складались із навернених в іслам місцевих християн, а також не гребували використовувати допомогу від християнських володарів. Наприклад, правитель Кілікії Левон II, для збереження своєї влади, зобов'язався виставляти 1000 кавалеристів і 500 гарматників. Це суперечило традиціям ісламського світу, за якими воювати могли тільки «правовірні».
Султани мали і постійні війська, які не потрібно було скликати з усієї країни. Їхній спокій охороняла палацова варта (набиралась із гірських племен). На додачу до них, султани досить часто використовували найманців: франків, норманів та слов'ян, які отримували платню з державної казни, і тим самим відданих чинному правителю. На постійній платні були загони, що стежили за безпекою на дорогах і в містах. Утримувати їх доводилось місцевому населенню, яке сильно страждало від подібних «привілеїв».
На війні сельджуки намагались уникати сутичок з противником. Замість цього вони грабували ворожі провінції, уводили людей в рабство. Також чинився і психологічний вплив: через публічні тортури трапезундського імператора Олексія Великого Комніна, його піддані погодились здати Сіноп.

## Культура
У XII—XIII століттях Анатолія переживала культурний розквіт, відзначений видатними творами архітектури (сельджуцька архітектура) й декоративних мистецтв. До перших належали великі готелі, що використовувались як перевалочні пункти й торгові пости для караванів. За сельджуків було збудовано понад 100 таких будівель. Головні міста Румського султанату — Конья, Кайсері, Сівас тощо — були одночасно центрами ремесел.

## Румські султани
| Роки правління       | Ім'я                                                          |
| -------------------- | ------------------------------------------------------------- |
| 1077–1086            | Сулейман ібн Кутулмиш                                         |
| 1086–1092            | Міжцарство (у Нікеї правив Абу-л-Касім)                       |
| 1092–1107            | Килич-Арслан I                                                |
| 1107–1116            | Малік-шах I                                                   |
| 1116–1156            | Масуд I                                                       |
| 1156–1192            | Килич-Арслан II (перед смертю розділив державу між синами)    |
| 1192–1196; 1205–1211 | Кей-Хосров I                                                  |
| 1196/1204            | Рукн ад-дін Сулейман-шах                                      |
| 1204/1205            | Килич-Арслан III                                              |
| 1211–1219            | Кей-Кавус I                                                   |
| 1219–1237            | Кей-Кубад I                                                   |
| 1237–1246            | Кей-Хосров II                                                 |
| 1246–1257            | Кей-Кавус II (з 1249 року співправителем був Килич-Арслан IV) |
| 1257–1265            | Килич-Арслан IV                                               |
| 1265–1283            | Кей-Хосров III                                                |
| 1286–1296/ 1303–1308 | Масуд II                                                      |
| 1298–1302            | Кей-Кубад III                                                 |